# Pozdravení pokoje
Pozdravení pokoje (původně políbení pokoje nebo také políbení míru, latinsky osculum pacis) je symbolické gesto, jimiž účastníci mše vyjadřují vzájemný pokoj a bratrskou lásku. Původně šlo o skutečný polibek, později byl namísto toho věřícím k políbení podáván pacifikál (ozdobný kříž nebo zdobená destička k tomu určená), zatímco duchovní si i nadále vyměňovali políbení.
Od liturgické reformy provedené po druhém vatikánském koncilu spočívá pozdravení pokoje zpravidla v podání ruky těm, kdo stojí nejblíže, se slovy „pokoj s tebou“ nebo „pokoj tobě“, případně „pokoj Vám“; celebrant však při pozdravení pokoje neopouští kněžiště. Jiný způsob, jak obřad pozdravení pokoje konat, může stanovit příslušná biskupská konference. V liturgii římského ritu probíhá pozdravení pokoje po modlitbě Otčenáš (před přijímáním), v některých církvích už před vyznáním víry (například v pravoslaví) anebo po něm (před anaforou).

## Pozdravení pokoje v dalšíchjazycích
- latina: „Pax tecum“
- slovenština: „Pokoj s tebou“ nebo „Pokoj vám“
- polština: „Pokój z Tobą“
- němčina: „Der Friede sei mit dir“ nebo „Der Friede sei mit euch“
- angličtina: „Peace be with you“
- církevní slovanština: „Мир Вам“
- arabština: „Salam alejkum“
- hebrejština: „Šalom“